# Nikolsk (obwód archangielski)
Nikolsk (ros. Никольск) – wieś (sieło) w Rosji, w obwodzie archangielskim, w rejonie wilegodzkim. W 2010 liczyła 613 mieszkańców.